# Oktoberkrise
Die Oktoberkrise im Jahr 1970 war die größte politische Krise in der Geschichte der kanadischen Provinz Québec. Ausgelöst wurde sie durch die Entführung des britischen Diplomaten James Richard Cross und des Politikers Pierre Laporte durch die Terrororganisation Front de libération du Québec (FLQ). Dies führte zur kurzzeitigen Verhängung des Ausnahmezustandes durch Premierminister Pierre Trudeau und zur Entsendung der Armee nach Québec. Die bürgerlichen Freiheiten wurden suspendiert und hunderte FLQ-Anhänger ohne formellen Haftbefehl inhaftiert. Während die Polizei Laporte erdrosselt im Kofferraum eines Autos auffand, konnte Cross nach zwei Monaten befreit werden. Nachfolgende verdeckte Operationen führten zur Zerschlagung der FLQ.

## Hintergrund
Von 1963 bis 1970 verübte die linksextremistisch-nationalistische Terrororganisation Front de libération du Québec mehr als 200 Gewalttaten. Üblicherweise wurden Briefkästen gesprengt, vornehmlich in Westmount, einer wohlhabenden englischsprachigen Enklave in Montreal. Der größte Anschlag war am 13. Februar 1969 jener auf die Börse von Montreal, der erheblichen Sachschaden anrichtete und 27 Verletzte forderte. Weitere Anschlagsziele waren das Rathaus, Rekrutierungszentren der Royal Canadian Mounted Police, Eisenbahnschienen und Einrichtungen der Armee. Die FLQ, die ihre Aktivitäten mit Banküberfällen finanzierte, warnte in öffentlichen Mitteilungen vor weiteren Anschlägen. 1970 saßen 23 FLQ-Mitglieder im Gefängnis, vier von ihnen waren wegen Mordes angeklagt.

## Chronologie
- 5. Oktober 1970: Die Libération-Zelle der FLQ entführt den Diplomaten James Richard Cross, den britischen Handelskommissar in Montreal. Daraufhin veröffentlicht die FLQ eine Mitteilung mit den Forderungen der Entführer, darunter die Freilassung von verurteilten oder verhafteten Terroristen sowie die öffentliche Verkündung des FLQ-Manifests in den Medien. Die Forderungen sind dieselben wie bei der vereitelten Entführung eines amerikanischen Diplomaten im Juni.
- 8. Oktober 1970: Das Manifest der FLQ wird in allen französisch- und englischsprachigen Medien Québecs veröffentlicht. Darin konkretisiert die FLQ ihre Forderungen. Sie verlangt die Freilassung von 23 „politischen Häftlingen“ und sicheres Geleit ihrer Familienangehörigen über die Grenze, 500.000 Dollar in Gold, die Veröffentlichung des Namens eines Informanten, die Wiederanstellung von 450 entlassenen Postmitarbeitern, die Einstellung sämtlicher Suchaktionen der Polizei sowie ein Flugzeug, das die Entführer und ihre Anwälte nach Kuba oder Algerien bringen soll. Darüber hinaus warnt die FLQ, Provinzpremierminister Robert Bourassa müsse sich im Verlaufe des nächsten Jahres „der Realität stellen: 100.000 revolutionäre Arbeiter, bewaffnet und organisiert.“
- 10. Oktober 1970: Um 18:00 Uhr erklärt Jérôme Choquette, Justizminister der Provinz, in einer Pressekonferenz, dass die Regierung Verhandlungen mit der FLQ ausschließt. Knapp 20 Minuten später entführt die Chénier-Zelle Pierre Laporte, den Arbeitsminister und Vizepremier, der kurz zuvor nach Hause zurückgekehrt ist.
- 11. Oktober 1970: Die CBC veröffentlicht einen Brief Laportes an Robert Bourassa.
- 15. Oktober 1970: Die Provinzregierung, die für Recht und Ordnung verantwortlich ist, bittet die kanadische Armee formell um eine Intervention, um „die zivilen Kräfte zu unterstützen“. Alle drei Oppositionsparteien in der Nationalversammlung befürworten diese Entscheidung. Am Abend versammeln sich in Montreal etwa 3000 Studenten, um ihre Unterstützung für die FLQ zu zeigen. Viele Kanadier betrachten diese Demonstration als möglichen Auslöser eines bewaffneten Aufstands.
- 16. Oktober 1970: Robert Bourassa bittet die Bundesregierung darum, den Ausnahmezustand zu verhängen, um Verdächtige verhaften und in Gewahrsam nehmen zu können. Der kanadische Premierminister Pierre Trudeau kommt diesem Wunsch nach, die Maßnahme tritt um 4:00 Uhr morgens in Kraft. Sie ermöglicht unter anderem die Suspendierung von Habeas Corpus und somit die Verhaftung von Verdächtigen ohne formellen Haftbefehl. In den folgenden Tagen werden hunderte Mitglieder und Sympathisanten der FLQ festgenommen. Die Armee bewacht wichtige Orte und Personen, was es der Polizei ermöglicht, sich ganz auf die Ermittlungen zu konzentrieren.
- 17. Oktober 1970: Ein Mitglied der Chénier-Zelle ruft bei einer Radiostation an und verkündet, dass die Geisel Pierre Laporte hingerichtet worden sei. Die Polizei erhält schriftlich Hinweise, wo die Leiche deponiert worden ist. Laporte wird am selben Tag erdrosselt im Kofferraum eines Autos aufgefunden, das in der Nähe des Flughafens Saint-Hubert abgestellt ist. In einer anderen Mitteilung warnt die Libération-Zelle, dass sie James Richard Cross vorerst nicht hinrichtet, dies aber tun werde, sollte die Polizei das Versteck entdecken und einschreiten.
- 6. November 1970: Die Polizei stürmt das Versteck der Chénier-Zelle in Saint-Luc (Quebec). Zwar können drei Terroristen fliehen, einer wird jedoch verhaftet und der Entführung sowie der Ermordung von Pierre Laporte angeklagt.
- 3. Dezember 1970: Nach Verhandlungen mit der Polizei lässt die Libération-Zelle James Richard Cross nach 60-tägiger Gefangenschaft frei. Die kanadische Regierung gewährt fünf Mitgliedern dieser Zelle freies Geleit nach Kuba, nachdem Fidel Castro sein Einverständnis gegeben hat. Sie werden mit einem Flugzeug der kanadischen Luftwaffe ausgeflogen.
- 28. Dezember 1970: Die drei noch flüchtigen Mitglieder der Chénier-Zelle werden in ihrem Versteck verhaftet und später wegen Entführung und Mord angeklagt.
- 3. Februar 1971: Bundesjustizminister John Turner gibt bekannt, dass unter den Bedingungen des Ausnahmezustandes insgesamt 497 Personen verhaftet worden sind. Von diesen sind 435 wieder freigelassen worden, während 62 formell angeklagt werden (davon 32 ohne Kaution).
- 30. April 1971: Der Ausnahmezustand wird offiziell für beendet erklärt, da die festgesetzte Frist verstrichen ist.